# 남방가재과
남방가재과(Parastacidae)는 남반구에서 발견되는 민물 가재과의 하나이다. 이 과는 일종의 곤드와나 분포를 보여주며, 현존하는 종은 남아메리카와 마다가스카르, 오스트레일리아, 뉴질랜드 그리고 뉴기니에 분포하고, 남극에서는 발견되지 않는다.

## 하위 속
| - Aenigmastacus - Astacoides - Astacopsis - Cherax - Engaeus - Engaewa - Euastacus - Geocherax | - Gramastacus - Paranephrops - Parastacoides - Parastacus - Samastacus - Tenuibranchiurus - Virilastacus |